# Europäisches Übersetzer-Kollegium

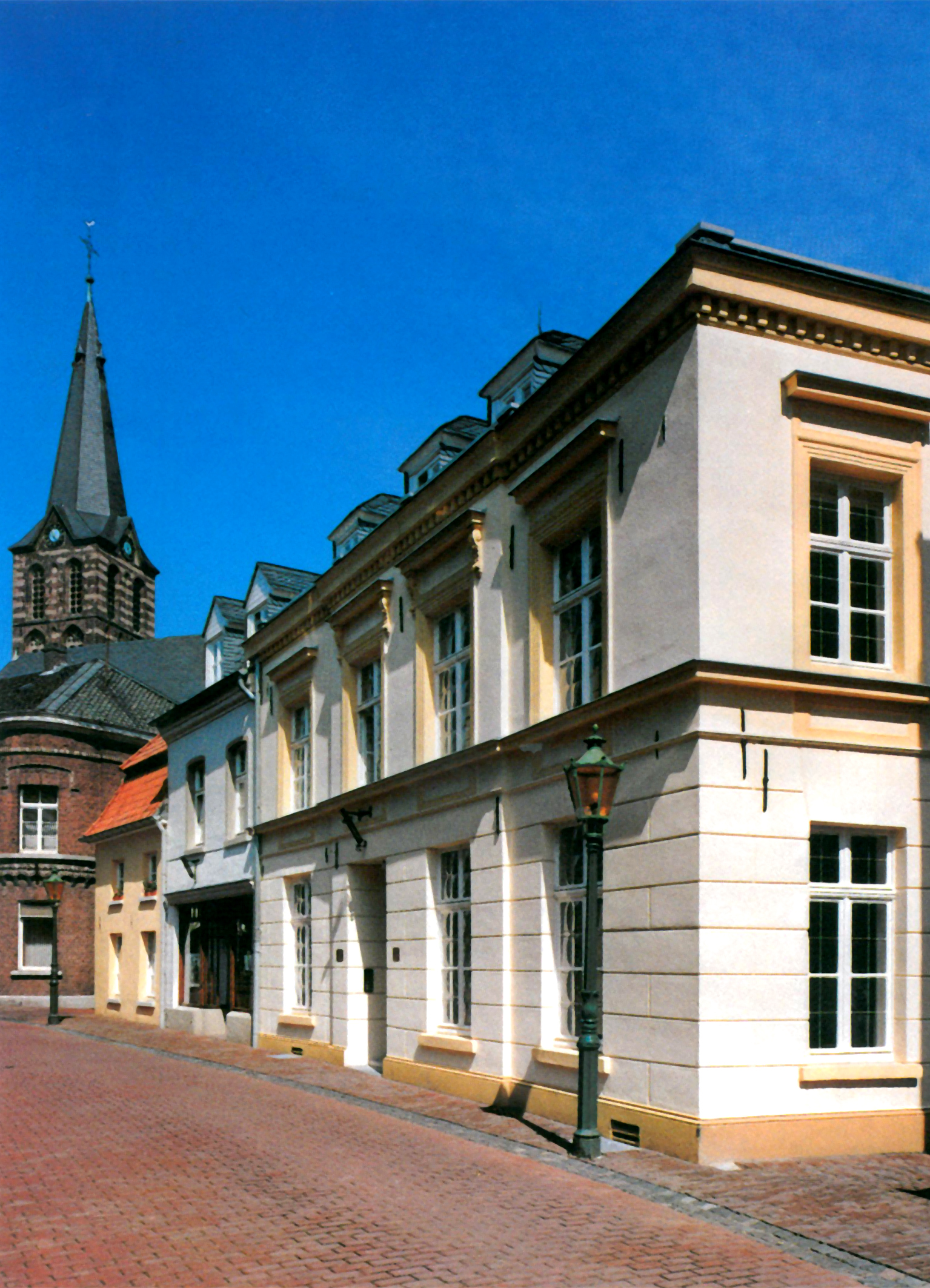
Außenansicht der Räumlichkeiten des Vereins

Das Europäische Übersetzer-Kollegium Nordrhein-Westfalen in Straelen e. V. (EÜK) ist ein deutscher Verein in Straelen. Er dient der Förderung professioneller literarischer Übersetzungen und wurde am 10. Januar 1978 auf Initiative des in Straelen geborenen Beckett-Übersetzers Elmar Tophoven, und von Klaus Birkenhauer (1934–2001), damals Vorsitzender im Verband deutschsprachiger Übersetzer literarischer und wissenschaftlicher Werke, gegründet. Vorbild dafür war die mittelalterliche Übersetzerschule von Toledo, in der Gruppen von Übersetzern die nur noch in Arabisch erhaltenen griechischen Klassiker ins Lateinische übersetzt hatten. Das EÜK verfügt über die weltweit erste und größte Spezialbibliothek für Literatur- und Sachbuchübersetzer mit einem Bestand von 125.000 Bänden, darunter 35.000 Lexika, Wörterbücher und Nachschlagewerke in 275 Sprachen und Dialekten. Das EÜK ist das weltweit älteste und bis heute größte Arbeitszentrum für literarische Übersetzer, dessen Konzept in vielen Ländern Nachahmer gefunden hat.
Die Finanzierung erfolgt im Wesentlichen durch das Land Nordrhein-Westfalen, durch die Stadt Straelen und durch Projektmittel verschiedener Institutionen.
Der Verein kooperiert mit der Kunststiftung NRW bei der Vergabe ihres mit 25.000 Euro dotierten Straelener Übersetzerpreises der Kunststiftung NRW sowie bei den Straelener Atriumsgesprächen, die seit 2007 regelmäßig im EÜK stattfinden und in denen ein bekannter deutscher Autor über mehrere Tage mit seinen ausländischen Übersetzern an seinem aktuellen Werk arbeitet, damit alle Probleme, die bei der Übersetzung entstehen, diskutiert und geklärt werden können.
Jährlich kommen circa 750 Gäste aus etwa 50 Ländern zu einem Arbeitsaufenthalt.

## Gebäudekomplex
Das EÜK ist seit seiner Gründung in einem Gebäudekomplex aus zunächst fünf, heute sechs teils denkmalgeschützten Häusern im Stadtzentrum von Straelen untergebracht. Die direkt neben der Kirche St. Peter und Paul liegenden Häuser Kuhstraße 15, 17, 19 und Kirchplatz 2, 4, 6 umschließen ein mit Glas überdachtes Atrium, das für Vorträge, Lesungen, Pressekonferenzen, Preisverleihungen und Feierstunden genutzt wird.
Den pittoresken Altstadthäusern sieht man von außen nicht an, dass sie im Inneren miteinander verbunden und nicht voneinander zu unterscheiden sind. Der Komplex, der im Norden auch eine kleine Terrasse mit etwas Grün besitzt, wirkt auf Besucher wie ein einziges Gebäude, nämlich wie eine Spezialbibliothek. Die Gänge und Räume der fünf Altbauten sind stark verwinkelt und besitzen in weiten Bereichen knarzende Holzfußböden, die zum speziellen Charme des Gebäudeensembles beitragen. Bei dem Seminarhaus im Osten (Kuhstraße 19) handelt es sich um einen Neubau, der über eine Brücke im ersten Stock mit dem Altbau verbunden ist.
Ende 2023 schloss das EÜK Straelen seine Tore, damit eine umfassende energetische Sanierung sowie eine Verbesserung des Brandschutzes vorgenommen werden konnte. Die Wiedereröffnung war für das Frühjahr 2025 geplant, wurde aber später auf den Januar 2026 verschoben.

## Fotogalerie

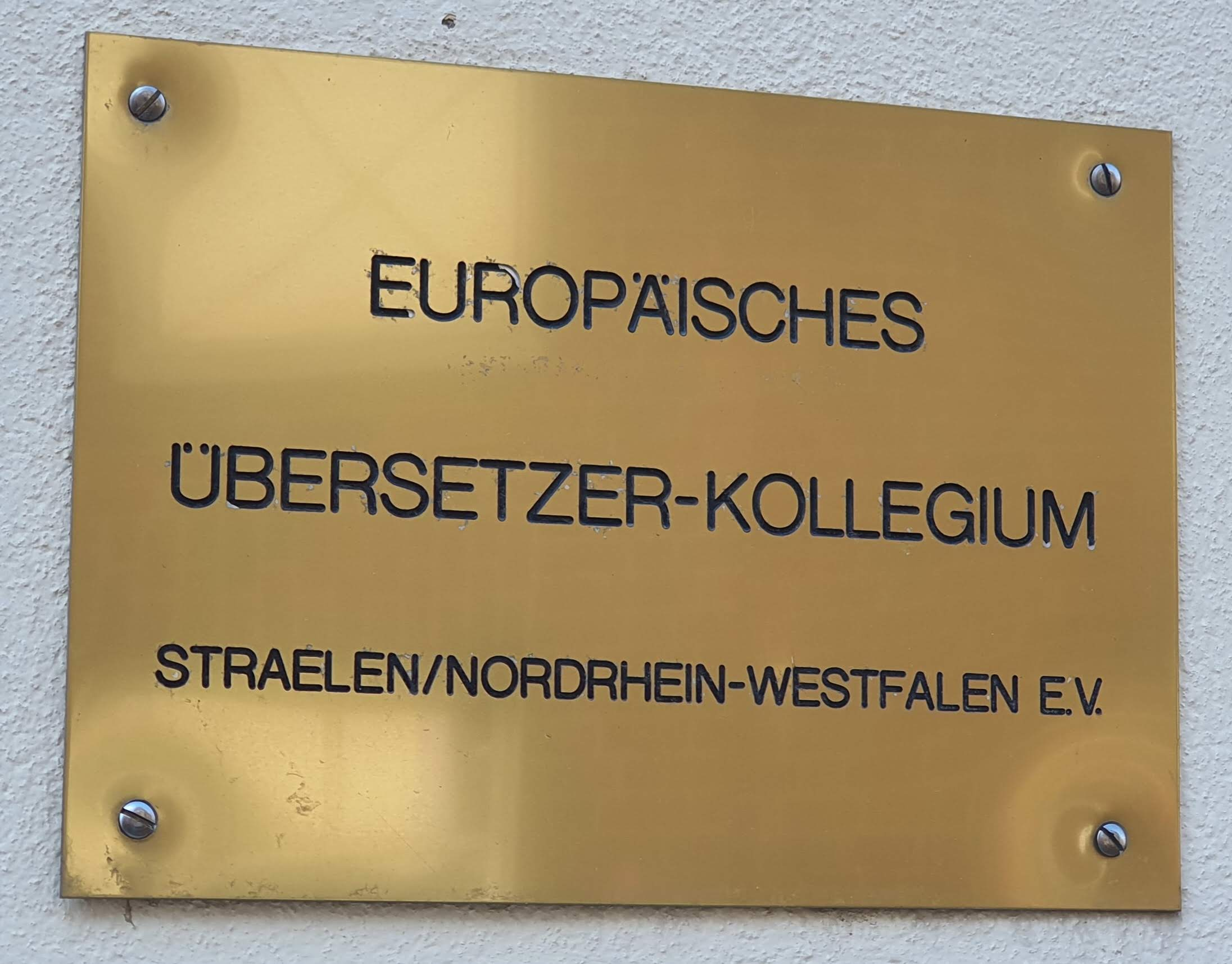
Schild am Haupteingang des EÜK Straelen
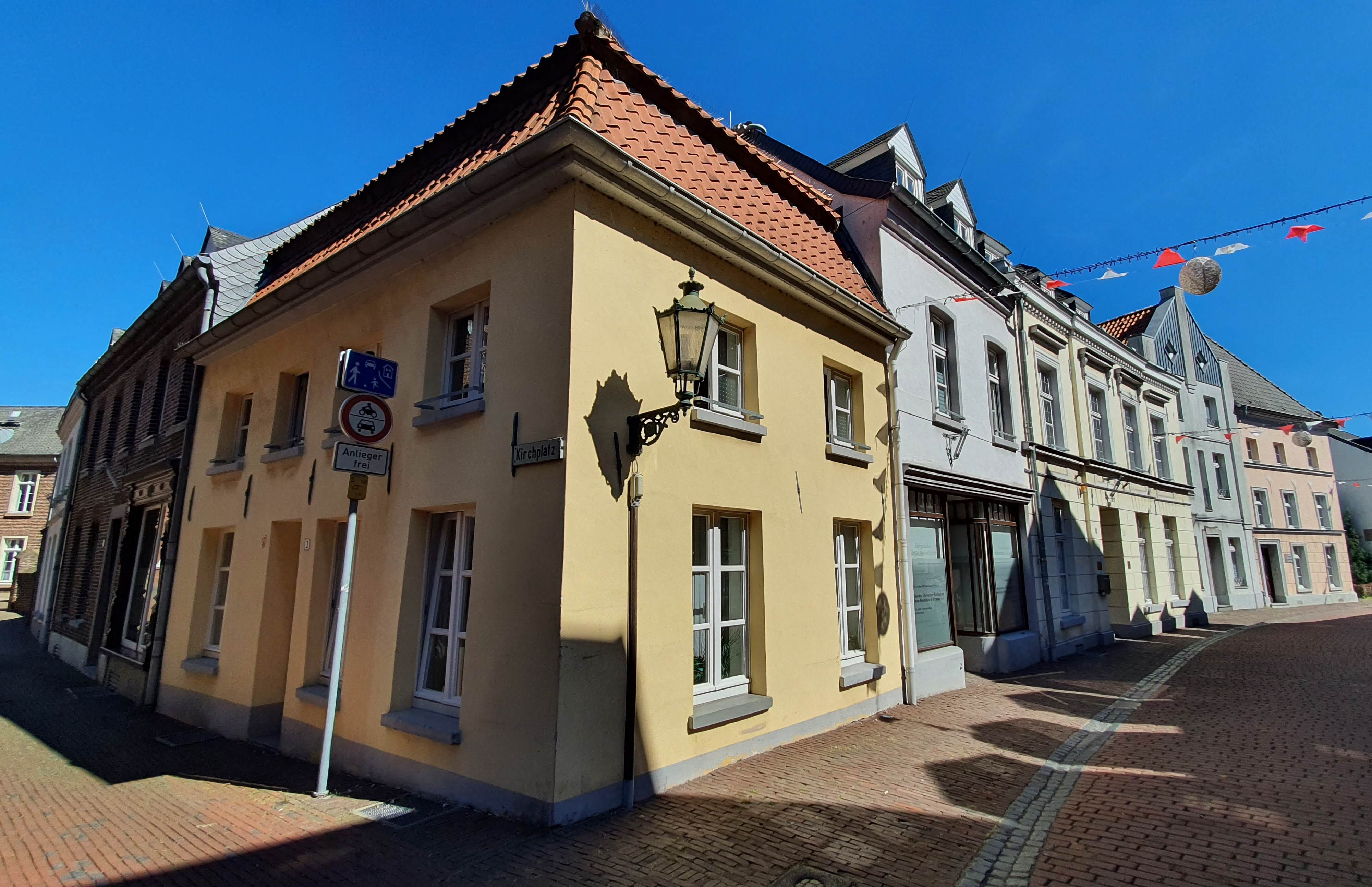
Das Gebäudeensemble des EÜK im Stadtzentrum von Straelen. Nur das Gebäude ganz rechts gehört nicht dazu.
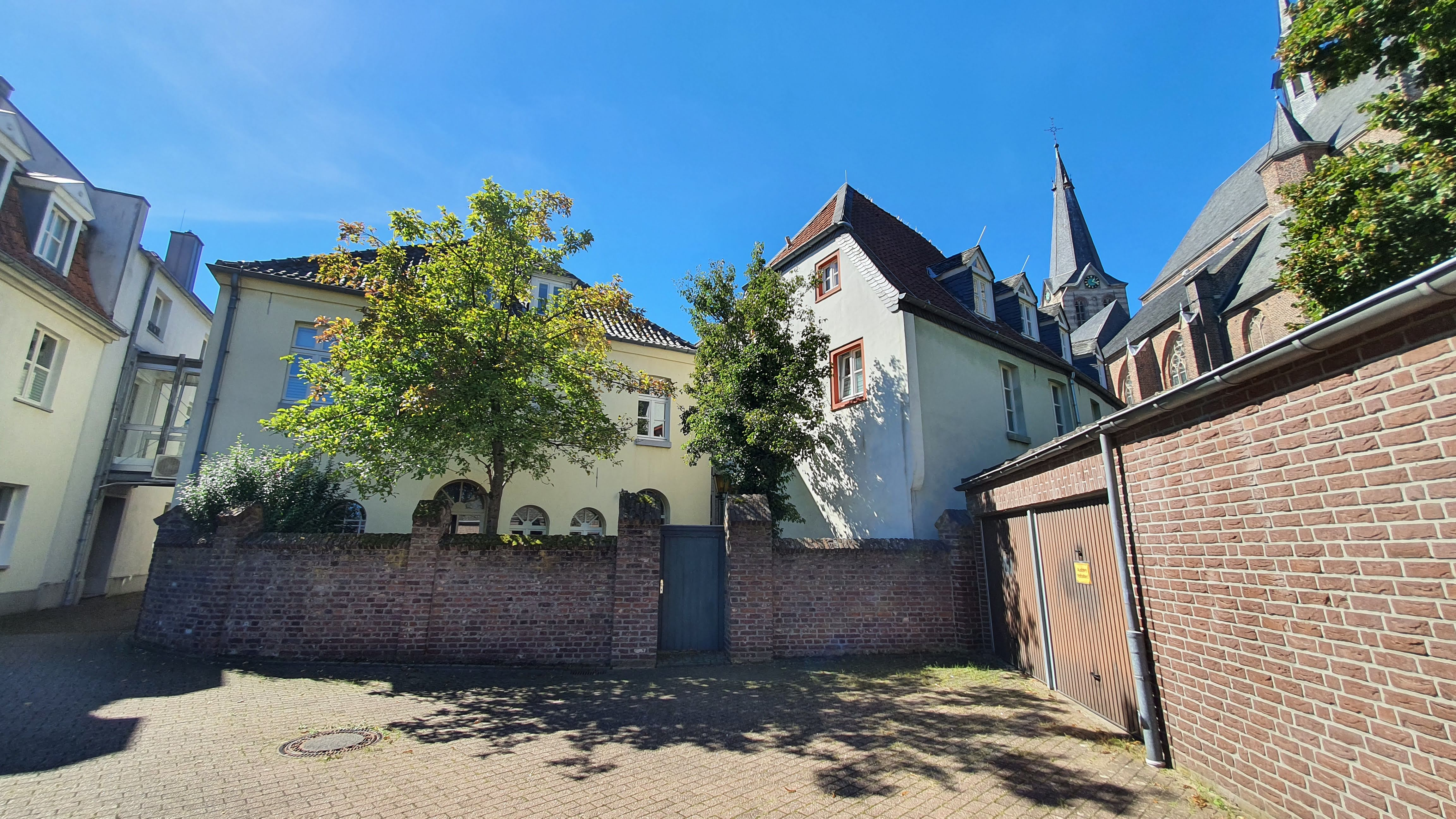
Die Rückseite des EÜK Straelen.
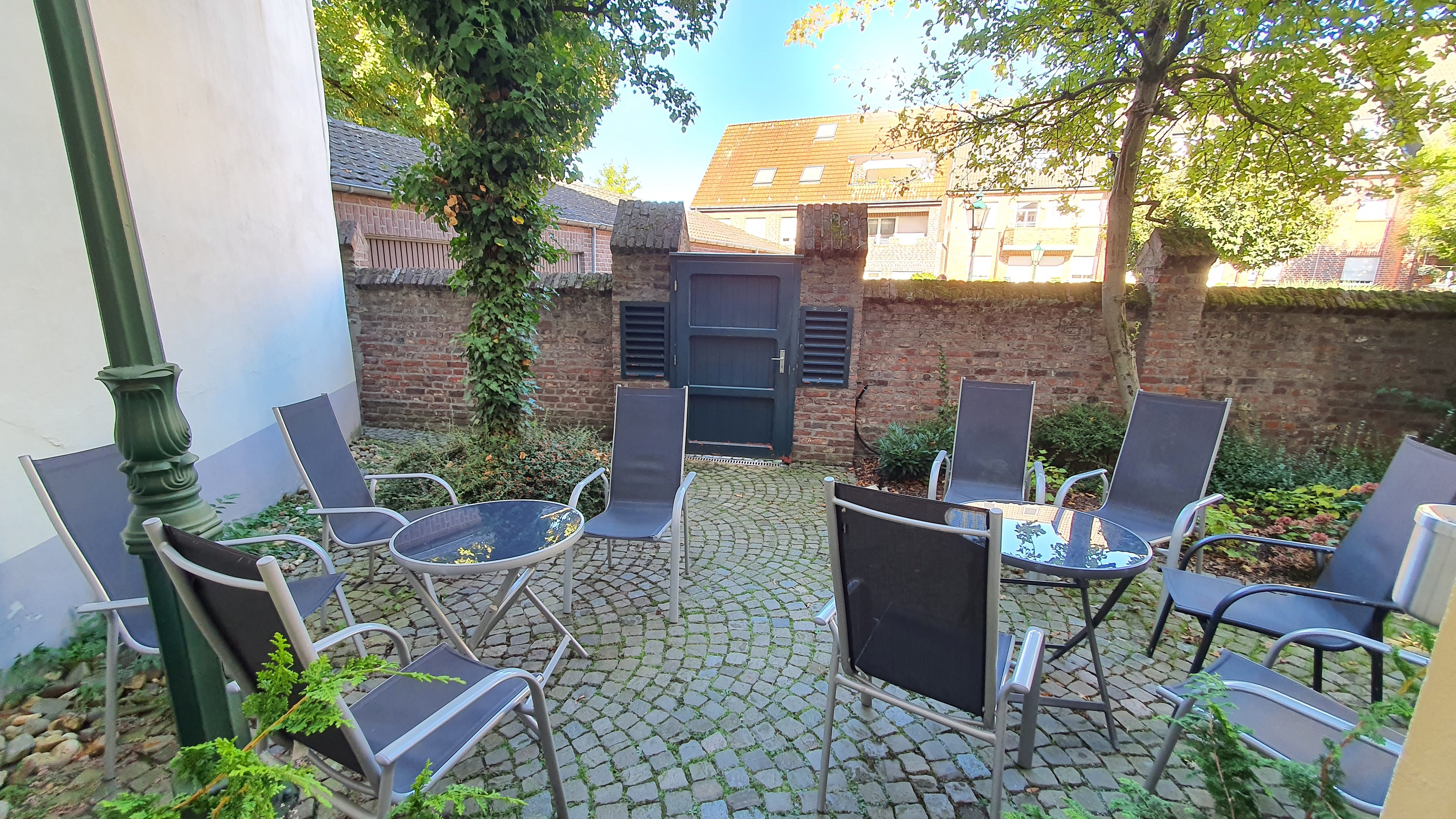
Das EÜK Straelen verfügt über eine Terrasse, die bei schönem Wetter zum Verweilen einlädt.
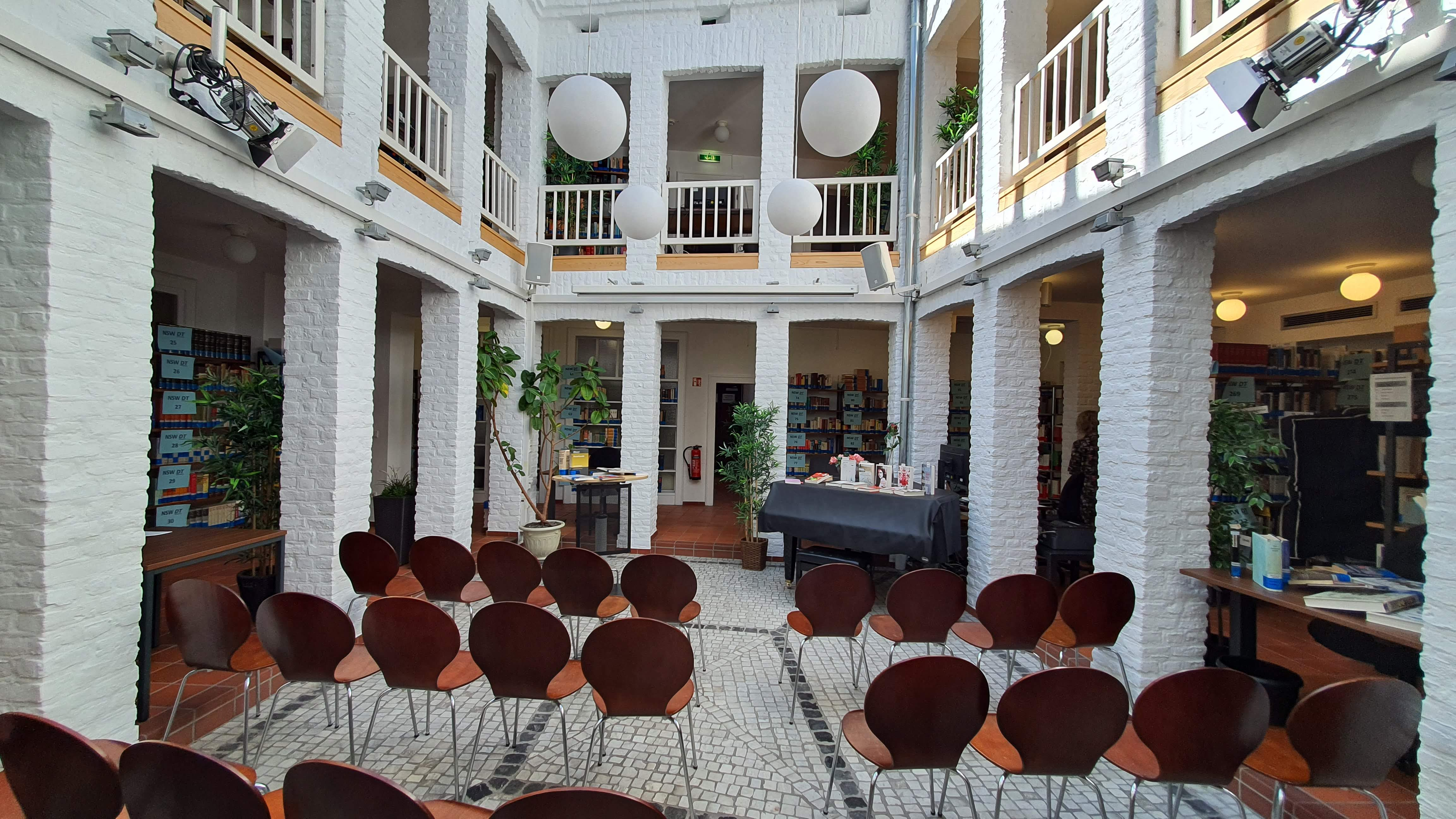
Das Atrium des Europäischen Übersetzer-Kollegiums Straelen wird für Vorträge, Lesungen, Preisverleihungen und sonstige Veranstaltungen genutzt.
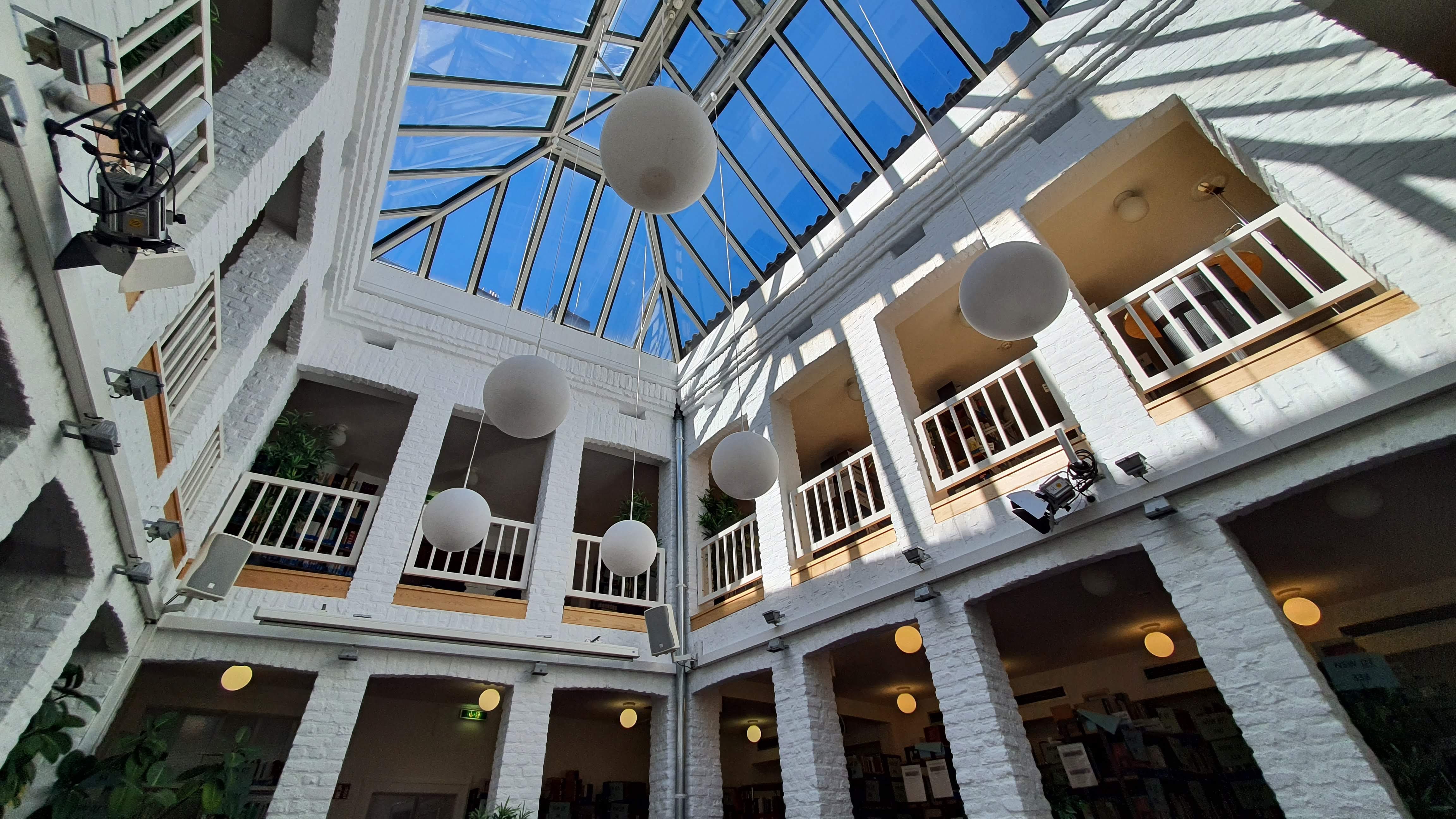
Das Atrium des EÜK Straelen erstreckt sich über zwei Etagen und ist mit einem Glasdach versehen.
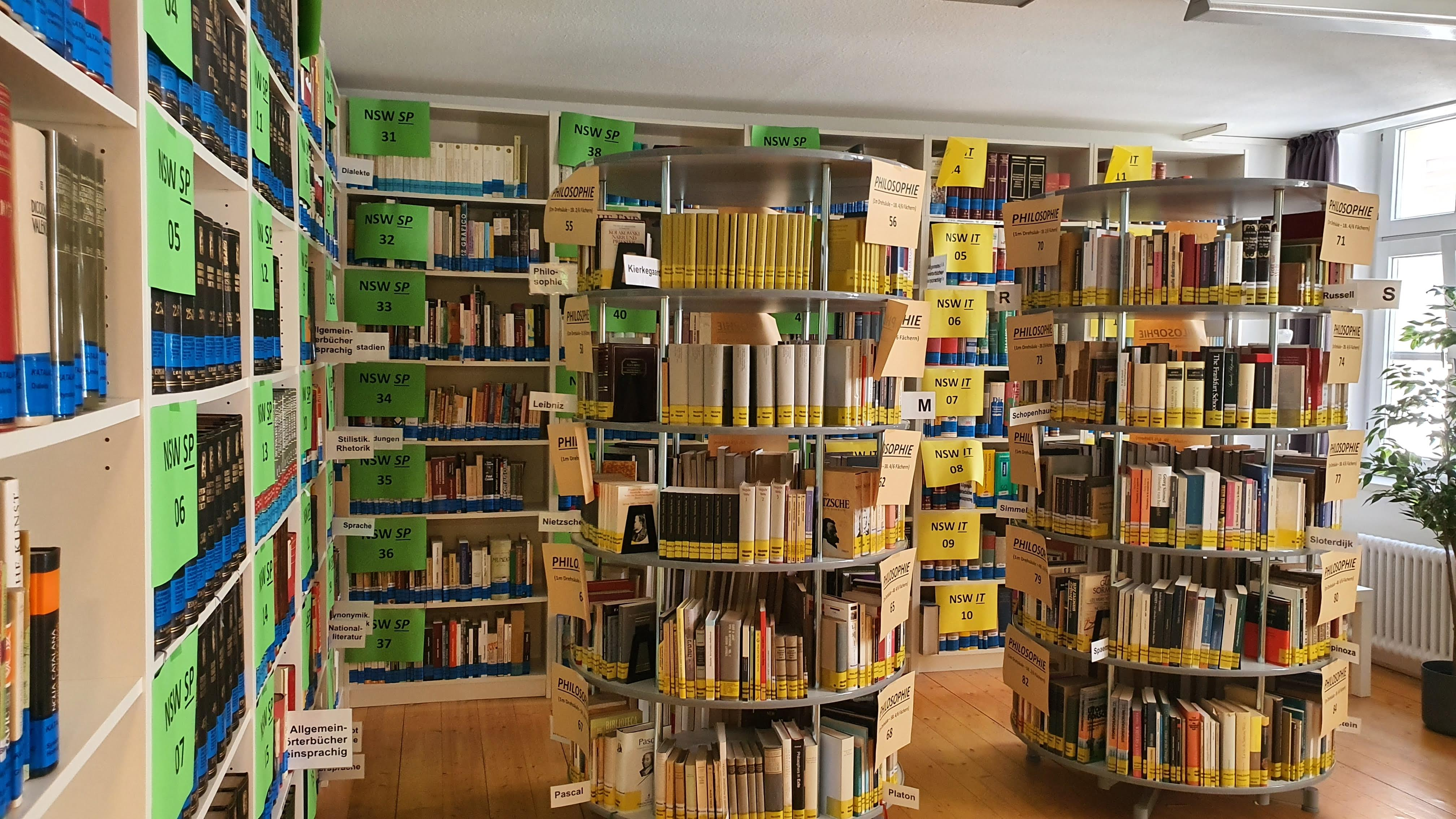
Das EÜK Straelen ist auch eine Spezialbibliothek für Übersetzer.

## Auszeichnungen und Ehrungen
- 2006 365 Orte im Land der Ideen im Rahmen des Projekts Deutschland – Land der Ideen
- 2013 Institutionenpreis Deutsche Sprache

## Institutionen in Europa
Zusammen mit dem EÜK sind weitere 14 derartige Zentren verbunden im Réseau européen des centres internationaux des traducteurs littéraires, RECIT, das seinen Sitz an der University of East Anglia in Norwich hat.
1. Belgien, Löwen, Vertalershuis, flämisch
2. Belgien, Antwerpen, Seneffe, Centre européen de traduction littéraire, CETL, francophon
3. Bulgarien, Sofia
4. Deutschland, Literarisches Colloquium Berlin
5. Estland, Tallinn
6. Frankreich, Arles
7. Italien, Rom
8. Lettland, Ventspils
9. Niederlande, Amsterdam, Vertalershuis
10. Schweiz, Übersetzerhaus Looren
11. Schweden, Visby
12. Ungarn, Balatonfüred
13. Vereinigtes Königreich, Norwich, BCLT British Center for literary translators
14. Vereinigtes Königreich, Norwich, National Centre for Writing